# Golden City
Golden City ist ein Musikalbum von Miguel Zenón. Die am 27. und 28. November 2023 im Studio Oktaven Audio, Mount Vernon, New York, entstandenen Aufnahmen erschienen am 30. August 2024 auf Miel Music.

## Hintergrund
Miguel Zenón hat im Laufe seiner Karriere eine Reihe von Stücken geschrieben, die auf seinen Erfahrungen in den USA basieren, doch bei diesem Projekt konzentrierte er sich auf eine Stadt, nämlich „The Golden City“, San Francisco. Dabei entstand eine Suite, die von der demografischen und politischen Entwicklung San Franciscos von der Vorkolonialzeit bis zur modernen, von Technologie dominierten Ära inspiriert ist. Im Auftrag von SFJazz und der Hewlett Foundation wurde Zenóns „Golden City Suite“ 2022 im SFJazz Center in einer Produktion uraufgeführt, die für ein All-Star-Nonett mit Posaunenschwerpunkt konzipiert wurde. Diesen bildeten die Blechbläser Diego Urcola (Trompete und Ventilposaune, Solist in „Sacred Land“), Alan Ferber (Posaune, Solist in „Displacement und Erasure“) und Jacob Garchik (Tuba und Posaune, Solist in „Sanctuary City“). Altsaxophonist Miguel Zenón spielte Golden City weiterhin mit dem Pianisten Matt Mitchell, dem Gitarristen Miles Okazaki, dem Bassisten Chris Tordini, dem Schlagzeuger Dan Weiss und dem Perkussionisten Daniel Díaz.

## Titelliste
- Miguel Zenón: Golden City (Miel Music)

1. Sacred Land 8:30
2. Rush 3:33
3. Acts of Exclusion 6:08
4. 9066 7:32
5. Displacement and Erasure 7:34
6. SRO 6:39
7. Wave of Change 4:08
8. Sanctuary City 6:37
9. Cultural Corridor 6:42
10. The Power of Community 4:49
11. Golden 6:30

Die Kompositionen stammen von Miguel Zenón.

## Rezeption

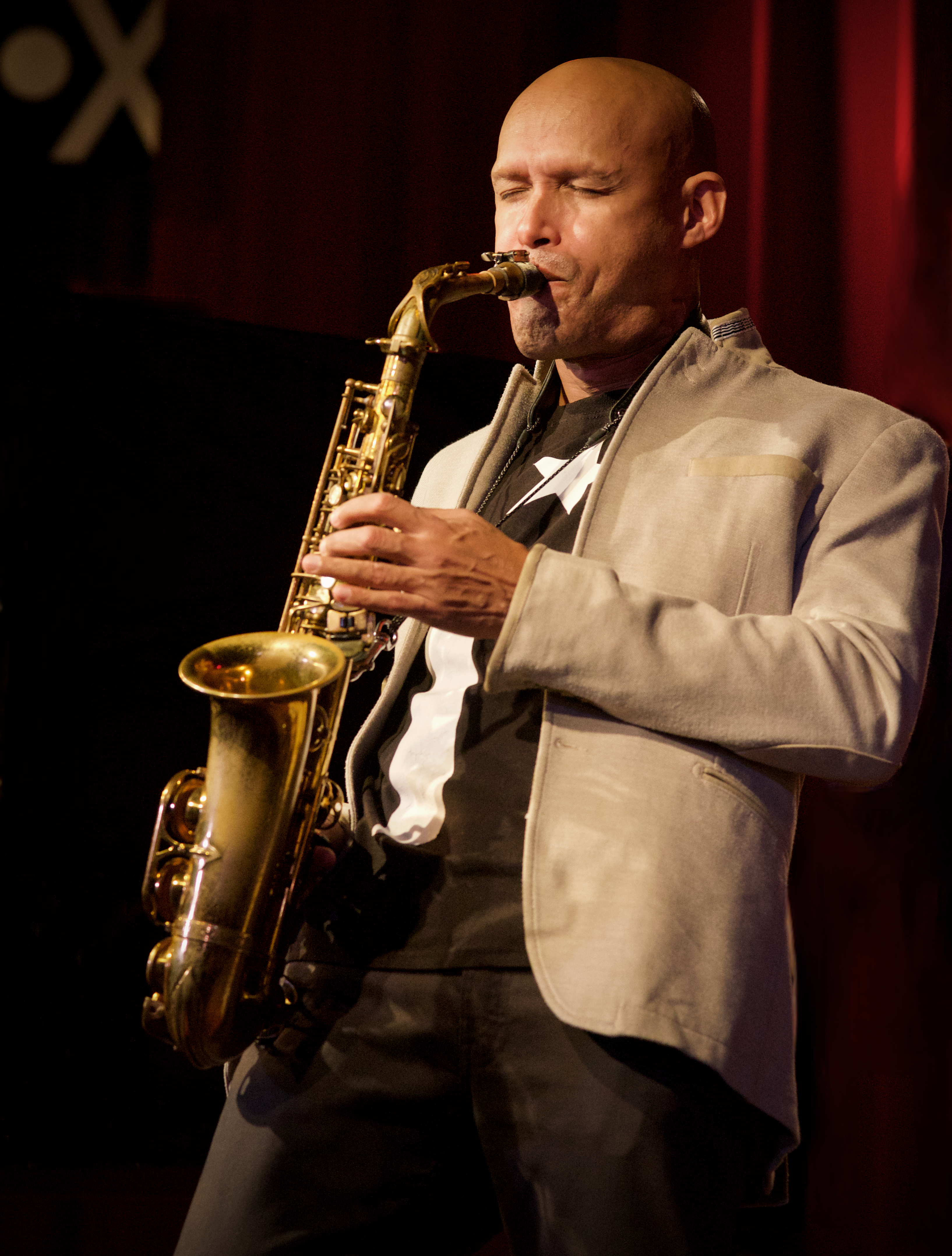
Miguel Zénon (2021)

Dieses Album sei das Ergebnis langer, intensiver und umfassender Recherchen zur Entwicklung und den Kämpfen um Wellen von Einwanderern in die Bay Area, während derer Zénon mindestens 50 Interviews führte, schrieb Sebastian Scotney (The Arts Desk). Anders als Wynton Marsalis (und insbesondere in einem ausufernden, wütenden Werk wie Ever Fonky Lowdown von 2020) würde Zenón keine Polemik betreiben, die einem ins Gesicht springe; seine Methoden seien insgesamt cleverer und subtiler. Die Musik nutze immenses Können, um Stimmungen und eine Atmosphäre zu erzeugen, und die Zuhörer würden ermutigt, die Verbindungen herzustellen.
Und einige der Stücke seien einfach nur schwierig, etwa „9066“ – eine Anspielung auf Franklin Roosevelts umstrittene Executive Order 9066 aus dem Jahr 1942, die die Internierung von fast 120.000 japanischstämmigen Amerikanern ermöglichte – sei „eine hartnäckig atonale Süßigkeit“, so Scotney weiter. Beteiligt sei ein Nonett der besten Jazzmusiker, und eine der musikalischen Glanzleistungen des Albums sei Zenóns Bandbreite an Kompositionen für seine drei hervorragenden Blechbläser als Einheit und als Solist. Golden City sei ein „idealistisches und energiegeladenes“ Album, um Oprah Winfrey zu zitieren. Es habe auch subtil einen wichtigen Moment der amerikanischen Geschichte eingefangen.
Die demografische und politische Entwicklung von San Francisco musikalisch darzustellen, sei ist eine gewaltige Aufgabe, aber Zenón sei dieser Herausforderung gewachsen gewesen, meinte Dee Dee McNeil (Making a Scene). Zenóns Musik würde die Kunst, kulturelle Schönheit und Widerstandskraft sowohl der Stadt San Francisco als auch seiner Kompositionen widerspiegeln.
Das Album erhielt Ende 2024 eine Nominierung in der Kategorie Bestes Album eines Jazz-Großensembles.